# TVRI Dili
TVRI Dili foi uma estação de televisão regional que transmitia em Díli, Timor Leste (atual Timor-Leste) quando era uma província indonésia. Esta estação pertencia e era gerida pela TVRI, que na altura ainda era dirigida pelo Ministério da Informação da Indonésia.

## História

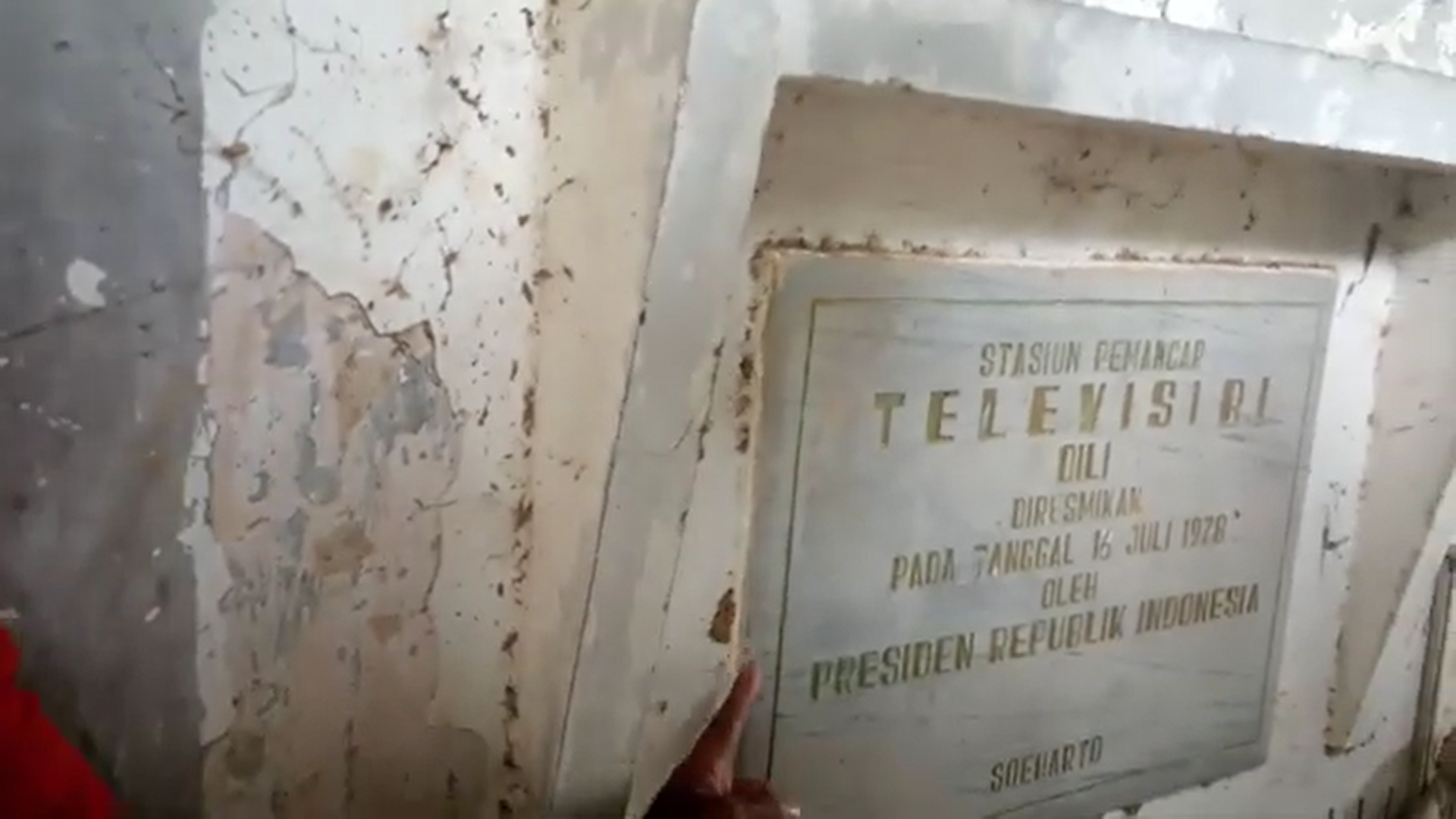
Placa da inauguração da TVRI Díli no antigo edifício da TVRI Maribia, em Díli, assinada pelo Presidente Suharto

A emissora foi inicialmente inaugurada como uma retransmissora em Maribia, Díli em 16 de julho de 1978. Depois de Díli, repetidores de sinal foram estabelecidos em Maliana, Baucau, Lospalos, Suai, Viqueque e Oecusse em 1979-1980 e 1982-1983. A inauguração da TVRI ocorreu antes da inauguração da RRI, que só estabeleceria uma estação de rádio em Díli em 1981.
Em 10 de Junho de 1980, a TVRI Díli foi atacada por um grupo de tropas da Fretilin. O ataque realizado nas primeiras horas da manhã foi neutralizado com sucesso pela Brigada Móvel da Polícia Regional de Timor-Leste, mas dois polícias foram mortos.

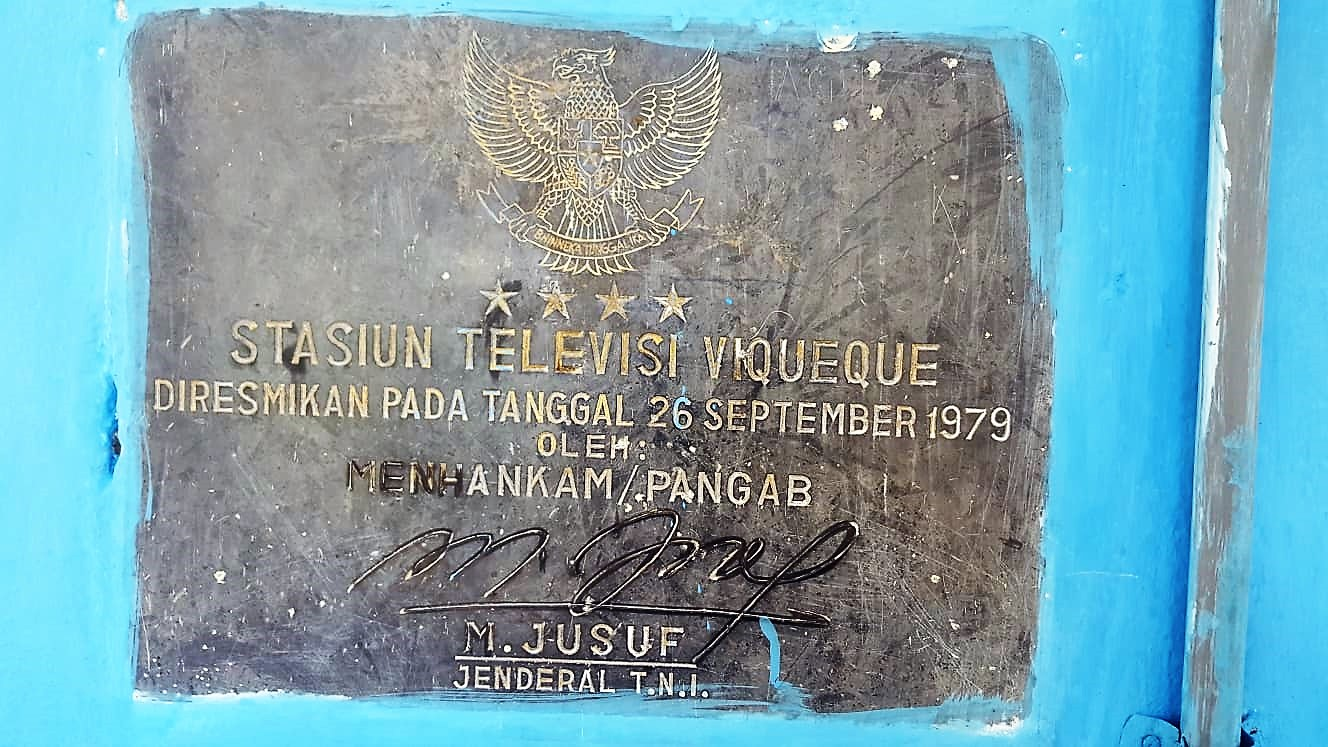
Placa de inauguração anteriormente utilizada pela estação emissora da TVRI em Viqueque, que foi inaugurada pelo Ministro da Defesa e Comandante da Defesa M. Jusuf. É agora uma estação de rádio local, Rádio Povo Viqueque

Além de transmissão terrestre, a TVRI Díli também transmitia via satélite. Porém, de acordo com um relatório do jornal Kompas Daily publicado em 25 de Maio de 1999, a TVRI Dili encerrou suas transmissões via satélite em Dezembro de 1998 devido a limitações orçamentais. Isto foi visto como um obstáculo à divulgação do referendo de Timor-Leste, onde se esperava que a estação promovesse a autonomia perante à Indonésia.
Não há registos da data exacta em que a TVRI Díli encerrou suas emissões, mas acredita-se que o encerramento ocorreu antes da retirada das tropas das Forças Armadas da Indonésia do território de timorense em 24 de Setembro de 1999 em virtude do resultado do referendo de independência da Indonésia. Sabe-se que a TVRI Dili saiu do ar primeiro, antes da RRI Dili encerrar suas transmissões em 23 de Setembro de 1999.
A RTTL, emissora nacional de rádio e televisão de Timor-Leste, é "sucessora" da TVRI Dili, utilizando os seus antigos equipamentos remanescentes. Até o preseente momento, continuam a ser utilizados os antigos equipamentos da TVRI Díli no escritório da RTTL, como a antena parabólica uplink com o logótipo da TVRI e o gerador de eletricidade com o logótipo da TVRI. A torre da TVRI em Maribia, precursora da TVRI em Bumi Lorosae, está actualmente abandonada e já não é utilizada, embora o edifício e a torre juntamente com os painéis VHF ainda permaneçam de pé.
A antiga estação transmissora da TVRI em Viqueque é agora utilizada por uma estação de rádio local, a Rádio Povo Viqueque. Não se sabe se a antiga torre da TVRI ainda existe.

## Programação
Até Maio de 1999, a TVRI Díli transmitia 90 minutos de programas locais por semana, nomeadamente todas as segundas, quartas e sextas-feiras durante 30 minutos. O restante da progrmação era composta por programas da rede gerados em Jacarta.

## Referência
1. ↑  20 tahun Timor Timur membangun (em indonésio). [S.l.]: Pemerintah Daerah Tingkat I Timor Timur. 1996. p. 100
2. ↑  Team Dokumentasi Presiden RI (2003). Jejak Langkah Pak Harto 29 Maret 1978 – 11 Maret 1983. Jakarta: PT Citra Kharisma Bunda. p. 43
3. ↑  Munandar, Haris (1994). Pembangunan politik, situasi global, dan hak asasi di Indonesia: kumpulan esei guna menghormati Prof. Miriam Budiardjo (em indonésio). [S.l.]: Gramedia Pustaka Utama
4. ↑  Duapuluh Tahun Timor Timur Membangun. Dili: KORPRI Propinsi Timor Timur. 1996. p. 100
5. ↑  Isnaeni, Hendri F. (2019). «Senjata Kena Guna-Guna». Historia. Consultado em 26 de julho de 2021
6. ↑  «Acara Televisi Jadul - Page 435 - DetikForum». forum.detik.com (em inglês). Consultado em 21 de julho de 2024
7. ↑  «Acara Televisi Jadul - Page 435 - DetikForum». forum.detik.com (em inglês). Consultado em 21 de julho de 2024